# Vila Nova de Anços
Vila Nova de Anços is een plaats (freguesia) in de Portugese gemeente Soure en telt 1318 inwoners (2001).